# Stigmatodactylus
Stigmatodactylus é um género botânico pertencente à família das orquídeas, ou Orchidaceae, composto por dez pequenas espécies terrestres, ocasionalmente epífitas, distribuídas pelo sudeste asiático e Japão, onde crescem em áreas de altitude intermediária ou elevada, geralmente entre dois e três mil metros, podendo chegar até a 3.600 metros, em meio ao musgo do solo de florestas úmidas e nebulosas. São plantas anuais, que secam durante o período mais seco ou quente e voltam a brotar durante o outono e inverno. Seu nome vem do grego daktylos, dedo, em referência ao formato do apêndice existente na margem do estigma de suas flores.
Stigmatodactylus tem muito poucas raízes, substituídas por pequenos tubérculos solitários, geralmente ovoides; os caules são curtos e eretos com uma única folha à meia altura, herbácea, plana e macia, ocasionalmente reduzida a apenas uma bráctea foliar; a inflorescência é delicada com apenas uma ou poucas pequenas flores terminais de cores discretas, ressupinadas; os segmentos florais são livres e similares, as sépalas levemente maiores que as pétalas; o labelo costuma ser muito maior que os segmentos restantes, simples, plano, apiculado com calos lamelares inteiros ou serrilhados no disco; a coluna geralmente apresenta asas fundidas ao longo do corpo ou ausentes, é curvada e delicada, sem pé, com antera terminal persistente contendo quatro polínias de cor amarela. Não há notícias de plantas em cultivo.